# Idioma awetí
El awetí (autoglotónimo [awɨˈtɨʐa]) es una lengua tupí del centro de Brasil y hablada por indígenas awetís que viven a lo largo del alto Xingú. La lengua está en peligro de extinción, y actualmente quedan poco más de 150 hablantes. La región habitada por el pueblo awetí es un área multilingüe debido a que varios pueblos indígenas se establecieron allí desde otras regiones, en busca de refugio por la presión del colonialismo europeo.

## Situación sociolingüística
En 2002 hubo un cambio importante en la tribu Xingú-Awetí. Un grupo de personas awetís se separó de la aldea principal y construyeron la suya propia. Ese grupo hablaba tanto el awetí como el kamaiurá, por lo que disminuyó la cantidad de hablantes de awetí en la aldea principal, lo que en los años siguientes comportó una disminución del número de hablantes de awetí, que en la nueva aldea usaban casi exclusivamente el kamaiurá. Debido a esto, muchos indígenas awetís solo hablan kamaiurá actualmente. La mayoría de las indígenas awetís son multilingües. Como el portugués es el idioma principal de Brasil, muchos awetíes hablan también portugués, especialmente la generación más joven, ya que ese es el idioma principal de la escuela.

## Nombre del idioma
El idioma también se puede encontrar bajo las formas awety, awetö, aueto, aueti, auiti, auití y auetö, y variantes similares.
El nombre de la lengua proviene del etnónimo [aˈwɨtɨ] por el cual los awetís son conocidos entre los grupos vecinos. Se llaman a sí mismos [awɨˈtɨʐa], con el sufijo colectivo awetí-za y llaman a su propia lengua awytyza ti'ingku [awɨˈtɨʐa tʃĩˈʔĩŋku] 'lengua de los awetís'.
En los escritos de los primeros exploradores –alemanes–, el nombre aparece como "Auetö" o "Auetö́". (Es decir, la primera [ɨ], sin acento en awetí, se representaba como 〈e〉, posiblemente por su parecido con 'schwa' [ə], un sonido común en alemán. La segunda [ɨ] se escribía como 〈ö〉, una letra que representa en alemán los sonidos [œ] y [ø], que también se acercan un poco a [ɨ]).
La 〈u〉 fue sustituida más tarde por 〈w〉  (de acuerdo con las reglas para representar nombres indígenas establecidas por la Asociación Brasileña de Antropología, ABA), y la  〈ö〉, desconocida en portugués, fue sustituida  por 〈i〉, menos frecuentemente  por 〈o〉, o a veces incluso  por 〈e 〉  o 〈y〉.
Hoy en día, la designación más común para el grupo y su idioma es awetí o aweti (este último más utilizado en portugués). En español, la ortografía preferida tiene un acento agudo en el 〈i〉 final  (nuevamente de acuerdo con las normas establecidas por la ABA), para fomentar una pronunciación con acento en la última sílaba, que es como se pronuncia el nombre en portugués, incluso por los propios awetí cuando hablan portugués.
En la literatura se pueden encontrar variantes ortográficas del nombre. Se diferencian en tener uno o varios de los cambios anteriores aplicados o no aplicados: 〈u〉–〈w〉, 〈ö〉–〈i〉–'〈e〉–〈y〉, acento gráfico o no, a veces también se   sustituye 〈e〉 [sílaba media] por 〈i〉. En particular, en la literatura antigua y no brasileña, se encuentra, por ejemplo: Awetö, Aueto, Aueti, Auiti, rara vez también Auetê o incluso Auety, etc.
A veces (en especial en Ethnologue, ) los awetís son confundidos con otros grupos brasileños centrales como los arauine y arauite, ambos extintos a principios del siglo XX.

## Fonología
El inventario consonántico del awetí viene dada por:
|             | Labial | Alveolar | Retrofleja | Palatal | Velar | Glotal |
| ----------- | ------ | -------- | ---------- | ------- | ----- | ------ |
| Nasal       | m      | n        |            |         | ŋ     |        |
| Oclusiva    | p      |          |            |         | k     | ʔ      |
| Africada    |        | t͡s       | ʐ          |         |       |        |
| Fricativa   |        |          |            |         | ɣ     | (h)    |
| Vibrante    |        |          |            | ɾ       |       |        |
| Aproximante |        | l        |            | j       | w     |        |

El awetí carece de oclusivas sonoras, sin embargo, la lengu sí posee acento. /s/ y /ʃ/ mutan con frecuencia en /ts/. El inventario vocálico viene dada por
|         | Anterior | Central | Posterior |
| ------- | -------- | ------- | --------- |
| Cerrada | i ĩ      | ɨ ɨ̃     | u ũ       |
| Media   | ɛ ɛ̃      |         | ɔ ɔ̃       |
| Abierta |          | a ã     |           |

Estas son todas las vocales que se utilizan en awetí. Como es común en las lenguas tupíes, cada vocal tiene una contraparte simple y una nasal .

## Léxico
La subordinación juega un papel importante en awetí. La modificación nominal y la complementación de predicados se utilizan a través de frases subordinatorias.